# Josef Stivín
Josef Stivín (18. prosince 1879 Královské Vinohrady – 1. října 1941 Praha), byl československý sociálně demokratický politik a meziválečný poslanec Národního shromáždění. Byl rovněž literárně činný — přispíval do socialistického tisku, psal básně a knihy pro děti. Vystupoval i pod pseudonymem Foltýn.

## Biografie
Ve Vídni se vyučil typografem a začal se tam angažovat v řadách vídeňské sociální demokracie. Pak se přesunul do českých zemí. Od roku 1911 působil jako šéfredaktor sociálnědemokratického listu Právo lidu. Patřil k vlivným členům strany. Ve 20. letech 20. století byl jedním z tajemníků představenstva sociální demokracie. Roku 1927 vedl komisi pro vypracování nového programu. Na sjezdu strany v roce 1930 pak vystupoval v debatě okolo podoby programu. Ve vedení strany zasedal i po sjezdu v roce 1937.
V letech 1918–1920 zasedal za Československou sociálně demokratickou stranu dělnickou v Revolučním národním shromáždění. V parlamentních volbách v roce 1920 získal poslanecké křeslo v Národním shromáždění. Mandát v parlamentních volbách v roce 1925 obhájil a do parlamentu se dostal i po parlamentních volbách v roce 1929 a opět po parlamentních volbách v roce 1935. Poslanecký post si oficiálně podržel do zrušení parlamentu roku 1939, přičemž ještě v prosinci 1938 přestoupil do poslaneckého klubu nově utvořené Národní strany práce. Byl po deset let místopředsedou poslanecké sněmovny.
Podle údajů z roku 1935 byl novinářem. Bydlel v Praze.

## Literární dílo
Stivín byl rovněž literárně činný jako básník, spisovatel a novinář. Některé práce podepisoval pseudonymem Foltýn. Knižně vyšly např.:
- Vydrancování Svatováclavské záložny : Stručná kronika klerikální panamy z roku 1902 (1903)
- Vlčí máky : Verše a karikatury : 1901–1908 (1908)
- Nezvítězíš, Galilejský! (1909), s vlastními ilustracemi
- Ladův Veselý přírodopis (1917), ilustroval Josef Lada
- O ideologii sociální demokracie československé : přednáška proslovená dne 30. října 1930 v Akademickém domě (1930)
- Ratata! : Pokrok, sport a zvířata (1930), ilustroval Josef Lada
- Moje učednická léta (1934)
- Rudý prapor zavlaje : Stručné dějiny československé sociálně demokratické strany dělnické (1938)

Na přelomu 20. a 21. století vyšly jeho verše např. ve výborech:
- Říkadla (1997), s ilustracemi Josefa Lady
- Moje abeceda (1998, 2000 a 2002), rovněž s ilustracemi Josefa Lady